# 애덤 커리
애덤 클라크 커리(영어: Adam Clark Curry, 1964년 9월 3일 ~ )는 미국의 팟캐스터, 아나운서, 인터넷 기업가, 미디어 유명인으로, MTV에서 VJ로 활동했으며 웹 사이트를 직접 만들고 관리한 최초의 유명인 중 한 명으로 유명하다. 노 어젠다 쇼의 공동 진행자로도 유명한 그는 2000년대에 팟캐스트에 처음 참여했으며, 그의 노력으로 인해 '팟파더'라고 불렸다.